# جيم بويل (لاعب بولينغ)
جيم بويل (بالإنجليزية: Jim Boyle)‏ هو لاعب بولينغ بريطاني، ولد في 1935، وتوفي في 11 أكتوبر 2015.